# Роберт Н. Бредбері
Роберт Норт Бредбері (англ. Robert North Bradbury; 23 березня 1886 — 24 листопада 1949) — американський кіноактор, режисер та сценарист. Протягом 1918—1941 років Роберт Бредбері зняв 125 фільмів.
Він найбільш відомий як режисер перших вестернів з Джоном Вейном 1930-х років: Вершники долі (1933; ковбойський мюзікл), Щасливий техасець (1934), Захід розколу (1934), Блакитна сталь (1934), Людина з Юти (1934), Зоряний шулер (1934), Стежка в майбутнє (1934; з Ноа Бірі-старшийм та Ноа Бірі-молодшим), Межа беззаконня (1934), Техаський жах (1935), Веселкова долина  (1935), Вершник світанку (1935), Вітання по-західному (1935) та Хребет беззаконня (1935). Це були недорогі фільми, сценарії до яких здебільшого були написані самим Бредбері. Майже у всіх фільмах Бредбері знявся актор Джордж «Габбі» Гейес.
Бредбері також зняв багато однотипних фільмів за участю свого сина Боба Стіла та актора Джонні Мака Брауна. Бредбері час від часу підписувався по-різному: «Роберт Норт Бредбері», «Р. Н. Бредбері» або просто «Роберт Бредбері».
Роберт Бредбері помер у Глендейлі, штат Каліфорнія, 24 листопада 1949 року у віці 63 років.

## Фільмографія
- The Social Pirates (1916) (*серіал)
- The Wooing of Riley (1918)
- The Iron Test (1918)
- Perils of Thunder Mountain (1919)
- The Faith of the Strong (1919)
- The Last of His People (1919)
- The Adventures of Bill and Bob (1920)
- Into the Light (1920)
- The Impostor (1921)
- The Tempest (1921)
- The Sage-Brush Musketeers (1921)
- Catching a Coon (1921)
- The American Badger (1921)
- The Civet Cat (1921)
- Mother o' Dreams (1921)
- Lorraine of the Timberlands (1921)
- The Skunk (1921)
- The Honor of Rameriz (1921)
- The Spirit of the Lake (1921)
- A Day in the Wilds (1921)
- The Heart of Doreon (1921)
- Trailing the Coyote (1921)
- Dangerous Trails (1922)
- Mysterious Tracks (1922)
- The Opossum (1922)
- It Is the Law (1922)
- Seeing Red (1922)
- Daring Dangers (1922)
- Two Men (1922)
- Ridin' Through (1922)
- The Hour of Doom (1922)
- A Guilty Cause (1922)
- At Large (1922)
- Come Clean (1922)
- Riders of the Law (1922)
- The Forbidden Trail (1923)
- Galloping Thru (1923)
- Wolf Tracks (1923)
- Desert Rider (1923)
- Face to Face (1923)
- The Wolf Trapper (1923)
- What Love Will Do (1923)
- No Tenderfoot (1923)
- The Red Warning (1923)
- The Man from Wyoming (1924)
- Примарний вершник (1924)
- Wanted by the Law (1924)
- The Galloping Ace (1924)
- Behind Two Guns (1924)
- Yankee Speed (1924)
- In High Gear (1924)
- Riders of Mystery (1925)
- Moccasins (1925)
- The Speed Demon (1925)
- The Battler (1925)
- Hidden Loot (1925)
- The Danger Zone (1925/I)
- The Border Sheriff (1926)
- Daniel Boone Through the Wilderness (1926)
- Looking for Trouble (1926)
- The Fighting Doctor (1926)
- Davy Crockett at the Fall of the Alamo (1926)
- Sitting Bull at the Spirit Lake Massacre (1927)
- The Mojave Kid (1927)
- The Bantam Cowboy (1928)
- Lightning Speed (1928)
- Headin' for Danger (1928)
- Dugan of the Badlands (1931)
- Син полів (1931)
- Закон Заходу (1932)
- Вершники пустелі (1932)
- Людина з краю пекла (1932)
- Син Оклахоми (1932)
- Hidden Valley (1932)
- Texas Buddies (1932)
- Breed of the Border (1933)
- Галантний дурень (1933)
- Гарцюючий Ромео (1933)
- Ranger's Code (1933)
- Вершники долі (1933)
- Щасливий техасець (1934)
- Захід розколу (1934)
- Блакитна сталь (1934)
- Людина з Юти (1934)
- Зірковий пакувальник (1934)
- Happy Landing (1934)
- Стежка в майбутнє (1934)
- Межа беззаконня (1934)
- Західна справедливість (1934)
- No Man's Range (1935)
- Техаський жах (1935)
- Kid Courageous (1935)
- Великий калібр (1935)
- Веселкова долина (1935)
- Смокі Сміт (1935)
- Tombstone Terror (1935)
- Вершник світанку (1935)
- Sundown Saunders (1935)
- Шлях на захід (1935)
- Вершник закону (1935)
- Between Men (1935)
- Хребет беззаконня (1935)
- Alias John Law (1935)
- The Courageous Avenger (1935)
- Trail of Terror (1935)
- Valley of the Lawless (1936)
- The Kid Ranger (1936)
- Last of the Warrens (1936)
- The Law Rides (1936)
- Brand of the Outlaws (1936)
- Cavalry (1936)
- Headin' for the Rio Grande (1936)
- The Gun Ranger (1937)
- Trouble in Texas (1937)
- Hittin' the Trail (1937)
- The Trusted Outlaw (1937)
- Sing, Cowboy, Sing (1937)
- Riders of the Rockies (1937)
- Riders of the Dawn (1937)
- God's Country and the Man (1937)
- Stars Over Arizona (1937)
- Where Trails Divide (1937)
- Danger Valley (1937)
- Romance of the Rockies (1937)
- Forbidden Trails (1941)